# Sorana Cîrstea
Sorana-Mihaela Cîrstea (Bukarest, 1990. április 7. –) román hivatásos teniszezőnő, olimpikon.
Eddigi karrierje során 2 egyéni és 6 páros WTA-, valamint egy WTA125-tornát nyert, emellett 9 egyéni és 9 páros ITF-tornán végzett az első helyen. Legjobb egyéni világranglistás helyezése a 21. volt, amit 2009. augusztus 12-én ért el, párosban a 35. helyig jutott 2009. március 9-én.
A Grand Slam-tornákon egyéniben a legjobb eredményét a 2009-es Roland Garroson és a 2023-as US Openen érte el, amelyeken a negyeddöntőbe jutott. Párosban a 2025-ös wimbledoni teniszbajnokságon a negyeddöntőbe jutott. 2006–2014 között szerepelt Románia Fed-kupa-csapatában.
A 2008-as pekingi olimpián egyéniben, a 2012-es londoni olimpián egyéniben és párosban képviselte Romániát.

## Pályafutása
Cîrstea Bukarestben született. Édesanyja és édesapja hatására kezdett el teniszezni, egy nyilatkozatában a következőket mondta: "A szüleim mindig követték a teniszt, és ők ösztönöztek, hogy kezdjem el. Miattuk kezdtem el játszani, és nekik köszönhetem ezt az egészet. Mindig bíztak bennem, mindegy, hogy nyertem vagy vesztettem." Példaképe Steffi Graf, de szereti Roger Federer meccseit is.
2004-ben már játszott ITF meccseket, több tornán is eljutott az elődöntőig, de a fináléba egyszer sem sikerült bejutnia. Egy évvel később megtört a jég, és a portugáliai Porto Santóban Pauline Wong ellen megnyerte élete első ITF-tornáját.

### 2006
Februárban újabb ITF-tornát nyert, ismét Portugáliában. Májusban kétszer is veretlen maradt; először Ioana Raluca Olarút verte meg a döntőben, másodszor pedig Simona Mateit.
2006-ban játszott először WTA-tornán, Stockholmban. A selejtezők sikeres megvívása után a főtáblán az első körben kapott ki, Kaia Kanepitől 6–1, 6–4-re. A sikeres ITF-tornáknak, és a WTA-Touron való részvételnek köszönhetően, Cîrstea az évet a világranglista 348. helyén zárta, ami az előző évi ranglistájához képest majdnem 400 helyezéssel jobb.

### 2007
2007 év elején ITF-tornákon vett részt. Áprilisban részt vett a Budapest Grand Prix-n, ahol a selejtezőből feljutva a főtáblán kapott helyet. Az első fordulóban legyőzte Nagy Kyrát 7–6(2), 3–6, 6–3-ra, majd a második körben szetthátrányból fordítva legyőzte a 2. kiemelt Martina Müllert. A negyeddöntőben ugyancsak szetthátrányból tudott nyerni Eléni Danjilídu ellen, 2–6, 6–1, 6–4-re. Az elődöntőben is elvesztette az első szettet, és ismét meg tudta fordítani a mérkőzést, így Karin Knapp 3–6, 6–4, 6–3-as legyőzése után Cîrstea először jutott be egy WTA-torna döntőjébe. A fináléban 7–6(2)-re megnyerte az első játszmát, de Gisela Dulko a másik kettőt 6–2, 6–2-re nyerte, így végül Cîrstea elvesztette a döntőt.
Fezben a főtábla első körében és Isztambulban a selejtezőben ugyan kikapott, de ezek az eredmények elegek voltak, hogy Cîrstea bejöjjön a legjobb 200-ba, és ennek köszönhetően júniusban már Wimbledonban is részt vett, igaz a selejtezőben. A selejtező második körében kikapott Akgul Amanmuradovától három játszmában.
A Grand Slam-torna után Palermóban játszott, ahol ismét feljutott a főtáblára, sőt, búcsúztatta is az első körben a 7. kiemelt Kaia Kanepit 6–2, 6–4-gyel. A második kanyarban viszont kikapott Lourdes Domínguez Linótól. Ezek után visszatért az ITF-Tour-ra, és Bukarestben Alexandra Dulgheru ellen meg is nyert egy versenyt.
Augusztus végén ismét Grand Slam-tornán vett részt, a US Open selejtezőiben, ahol az első körben kikapott a hazai pályán játszó Alison Riskétől. Balin ismét a selejtezőkön keresztül jutott a főtáblára. Az első fordulóban megverte Anastasia Rodionovát 6–2, 6–4-rere, a másodikban pedig a 3. kiemelt Patty Schnyder ellen tudott nyerni 6–2, 5–7, 7–5-re. A negyeddöntőben honfitársát, Gallovits Edinát győzte le döntő-szett tie-break-ben. Az elődöntőben 7–5, 6–1-re kikapott a 2. helyen rangsorolt Daniela Hantuchovától.
Luxembourgban és Bangkokban egyaránt az első körben esett ki, először Tatiana Golovintól, később Urszula Radwańskától. Az év utolsó ITF-tornáján döntőbe jutott, de kikapott Jevgenyija Rogyinától 6–1, 6–1-re.

### 2008
2008-ban elindult Hobartban, de a selejtezőkben kiesett. A következő tornája az Ausztrál Open volt, ahol a 4. kiemelt, későbbi döntős Ana Ivanovićtól kapott ki 7–5, 6–3-ra. Bogotában a második körben kapott ki a 9. kiemelt Martina Müllertől 6–2, 6–2-re. A következő héten, Acapulcóban egy körrel tovább jutott el, a negyeddöntőben esett ki, miután Kaia Kanepitől döntőszett 7–6(6)-ra kikapott.
Miamiban szabadkártyával indult el, de az első körben Lucie Šafářová megverte őt 6–1, 7–5-re. Amelia Islanden szintén szabadkártyával indult, és ezalkalommal az első körben meg tudta verni ellenfelét, Bethanie Mattek-Sandsot 6–3, 2–6, 6–4-re. A következő kanyarban viszont kikapott a 11. helyen rangsorolt francia Amélie Mauresmótól 7–5, 6–1-re. Charlestonban az első forduló sikeres megvívása utána a 3. kiemelt Anna Csakvetadzét is búcsúztatta a versenytől. A harmadik fordulóban Alizé Cornet ellen vesztette el a mérkőzést.
A marokkói Fezben 7. kiemeltként indult, és egészen a negyeddöntőig jutott el, ahol a 2. helyen rangsorolt Gisela Dulkótól, a későbbi bajnoktól kapott ki 6–0, 6–3-ra. Isztambulban is a későbbi győztestől, szintén a 2. kiemelt Agnieszka Radwańskától szenvedett vereséget. Először volt főtáblás a Roland Garroson. Az első fordulóban Anne Kremer feladta ellene az ütközetet bal csuklósérülése miatt. A második kanyarban 6–0, 6–0-al esett ki Viktorija Azaranka ellen.
's-Hertogenboschban az első körben legyőzte a 6. kiemelt Marija Kirilenkót 7–5, 6–4-re. A második kanyarban Marija Koritcevát búcsúztatta 7–6(3), 6–4-gyel. A negyeddöntőben az 1. kiemelt ellen szenvedett vereséget, Jelena Gyementyjeva 6–2, 6–4-re ejtette ki Soranát. Wimbledonban ismét Viktorija Azarankától kapott ki, ezúttal 6–1, 6–3-ra. Budapesten döntőt kellett volna védenie, de az első körben Petra Kvitová búcsúztatta őt, így nem sikerült újra döntőbe kerülnie. A 2008-as olimpián szintén az első körben esett ki, Sahar Peér döntőszett 6–0-ra nyerte a meccset.
New Havenben Alla Kudrjavceva elleni első körös mérkőzését három szettben, szetthátrányból fordítva tudott nyerni. A második fordulóban kiejtette a 6. kiemelt Flavia Pennettát, szintén szetthátrányból fordítva (3–6, 6–4, 6–3). A negyeddöntőben az 1. kiemelt Anna Csakvetadzétól kapott ki 6–3, 6–3-ra, aki később a döntőt is játszotta. A US Openen is a második körben esett ki, a 3. kiemelt Szvetlana Kuznyecova verte őt meg két játszmában. Taskentben 3. kiemeltként indult, és egészen az elődöntőig 100-on kívüli ellenfelei voltak, akiket két szettben megvert. Az elődöntőben Magdaléna Rybáriková a 6–3-ra elvesztett első játszma utána fáradtság miatt feladta a meccset. A fináléban a 4. kiemelt Sabine Lisicki ellen megszerezte élete első WTA-címét, miután 2–6, 6–4, 7–6(4)-re megnyerte a döntőt. Luxembourgban tornagyőztesként játszott, és egyben 8. kiemelt is volt. Egészen az elődöntőig jutott, ahol az 1. helyen rangsorolt, későbbi győztes Jelena Gyementyjevától kapott ki 6–2, 6–2-re.

### 2009
A 2009-es évet Sydney-ben kezdte, de az első körben kikapott a 2. kiemelt, később döntős Gyinara Szafinától. Az Ausztrál Openen szintén az első fordulóban Czink Melinda ellen szenvedett 6–2, 6–2-es vereséget. Ezek után Párizsban, Dubaiban, Indian Wellsben és Miamiban sem tudott meccset nyerni, rögtön az első ellenfelétől kikapott.
Április közepén Marbellán megverte az első körben Ioana Raluca Olarút 6–4, 6–2-re, és ebben az évben ez volt az első győzelme. A második kanyarban Andreja Klepač ellen meg tudta fordítani a mérkőzést szetthártányból, és végül 4–6, 6–1, 6–1-es arányban búcsúztatta a szlovént. A negyeddöntőben Kaia Kanepit, a 3. kiemeltet múlt felül, de végül az elődöntőben kikapott a hazai pályán játszó Carla Suárez Navvarótól három játszmában. Barcelónában és Fezben is rögtön az első körben esett ki.
Estorilban összeszedte magát és 3. kiemeltként egészen a negyeddöntőig jutott el, ahol végül a későbbi bajnok Yanina Wickmayertől kapott ki 6–4, 1–6, 6–4-re. Madridban ismételten gyengébben szerepelt, az első körben vereséget szenvedett Aljona Bondarenkótól. A Roland Garroson 41. világranglistás helyének köszönhetően nem volt kiemelve. Az első körben 6–4, 6–2-re legyőzte Carly Gullicksont, a másodikban pedig a 21. kiemelt és hazai pályán játszó Alizé Cornet-t búcsúztatta 6–3, 6–2-re. A harmadik körben a 10. helyen rangsorolt Caroline Wozniackit is kiejtette 7–6(3), 7–5-tel, majd a 4. kanyarban az 5. kiemelt Jelena Jankovićot is megverte döntőszett 9–7-re. A negyeddöntőben – ahova először jutott el – kikapott Samantha Stosurtól, a 30. kiemelttől 6–1, 6–3-ra.
's-Hertogenboschban az első fordulóban legyőzte honfitársát, Monica Niculescút 5–7, 6–3, 6–3-ra. A második körben viszont 6–4, 6–3-ra kikapott Yanina Wickmayertől. Wimbledonban 28. kiemelt volt, és az első körben szintén honfitársát, Gallovits Edinát győzte le 7–5, 6–1-re, ajd a második körben Szánija Mirzát is legyőzte. A harmadik kanyarban a 8. helyen rangsorolt Viktorija Azaranka búcsúztatta őt 7–6(2), 6–3-mal. Båstadban 5. kiemelt volt, és miután az első körben búcsúztatta a hazai Johanna Larssont 4–6, 6–2, 7–5-re, a második körben ő is búcsúzásra kényszerült, miután Gisela Dulkóval szemben 6–3, 4–6, 7–6(5)-ös arányban kikapott.
A nyári kemény-pályás szezonját Stanfordban kezdte, ahol az első körben kikapott a 7. kiemelt Agnieszka Radwanskától 6–0, 6–1-re. Los Angelesben egy 6–4, 7–5-ös győzelemmel kezdett Michelle Larcher de Brito ellen, majd a következő körben a 4. kiemelt Caroline Wozniackit is megverte 1–6, 6–4, 7–6(5)-re. A harmadik körben a 17. kiemelt Sabine Lisicki 6–3, 1–0-s állásnál vállsérülése miatt visszalépett a mérkőzéstől. A negyeddöntőben kiejtette a 8. helyen rangsorolt Agnieszka Radwańskát, akitől előző héten kikapott, így a 7–6(4), 1–6, 7–5-ös győzelemmel visszavágott a lengyelnek. A menetelés végét Samantha Stosur, a 13. kiemelt jelentette az elődöntőben, miután 6–3, 6–2-re az ausztrál bizonyult jobbnak. Cincinnatiban két kiemelés nélküli játékos legyőzése után a 4. kiemelt Jelena Gyementyjeva állította meg Soranát a harmadik körben.
A jó nyári szezonnak köszönhetően, Cîrstea a US Openen 24. kiemelt volt. Az első két körben legyőzte Morita Ajumit 6–1, 6–3-ra és Stéphanie Dubois-t 6–4, 5–7, 6–4-re, így bejutott a harmadik kanyarba. A legjobb 32 között az a Caroline Wozniacki verte őt meg 6–3, 6–2-re, aki később a döntőt játszotta. Az ezt követő négy tornáján (Szöul, Tokió, Peking és Linz) egyaránt az első fordulóban esett ki, majd az év utolsó versenyén Moszkvában 3–0-s állásnál lábsérülésre hivatkozva feladta a méeccset, így Monica Niculescu szinte játék nélkül jutott tovább.

### 2010
Az év első meccsén, Hobartban kikapott Peng Suajtól 6–1, 6–4-re. Az Ausztrál Openen az első körben kiejtette a hazai Olivia Rogowskát 6–3, 2–6, 6–2-vel, majd a második körben kikapott a 27. kiemelt Alisza Klejbanovától 6–4, 6–3-ra.
Párizsban Melanie Oudintól, Dubaiban Francesca Schiavonétól, Acapulcóban Sharon Fishmantól, Monterreyben pedig Sara Erranitól kapott ki az első körben. Indian Wellsben az első kanyarban búcsúztatta Kaia Kanepit 6–7(1), 6–3, 6–4-gyel, de a második körben kikapott a 18. kiemelt Cseng Csiétől 6–3, 7–5-re. Miamiban szintén a második körben esett ki, ekkor a 3. kiemelt Venus Williams verte őt meg 6–4, 6–3-ra.
Marbellán, a salakos szezon elején, az első körben a 6. kiemelt Marija Kirilenkót verte meg 4–6, 7–6(2), 6–4-re, de a második körben honfitársától, Simona Haleptől kapott ki 6–4, 7–6(4)-re. Barcelonában is a második fordulóban búcsúzott, ugyanis miután legyőzte Tamira Paszeket kikapott Iveta Benešovától. Estroilban az első körben legyőzte Ioana Raluca Olarút, majd a második fordulóban búcsúztatta a hazai Michelle Larcher de Britót. A negyeddöntőben Arantxa Rus legyőzésével jutott tovább, de az elődöntőben kikapott Arantxa Parra Santonjától, így 2. kiemeltként nem sikerült döntőbe jutnia.
Madridban és Strasbourgban egyaránt az első körben esett ki, igaz Franciaországban a selejtezőkből jutott fel a főtáblára. A Francia Teniszbajnokságon az első körben búcsúzott, a 6. kiemelt Szvetlana Kuznyecova ellen esett ki. A füves szezon elején, Eastbourne-ben a 2. kiemelt Francesca Schiavone elleni győzelemmel kezdett, viszont a második körben ismét Szvetlana Kuznyecovától kapott ki 4–6, 7–6(6), 7–6(4)-re. Wimbledonban az első körben kapott ki Petra Kvitovától, aki később az elődöntőt játszotta.
Budapesten is játszott, de az első fordulóban kikapott Zuzana Ondráškovától 6–4, 6–2-re. Akgul Amanmuradova és Johanna Larsson legyőzése után Isztambulban a negyeddöntőben a 3. kiemelt Anasztaszija Pavljucsenkovától, a későbbi győztestől kapott ki Cîrstea. Koppenhágában is elindult, és az első fordulóban a 3. kiemelt Petra Kvitovát búcsúztatta 4–6, 6–2, 6–4-gyel. A második kanyarban kiejtette Katarina Srebotnik 7–5, 4–6, 6–2-vel, de a negyeddöntőben kikapott a 7. kiemelt, későbbi döntős Klára Zakopalovától. Cincinnatiban a selejtezőkből jutott fel a főtáblára, de az első körben kikapott Sybille Bammertől 7–6(5), 6–2-re. Montréalban és New Havenben is selejtezőket játszott, de ezúttal nem sikerült főtáblára jutnia.
A US Openen kikapott Sofia Arvidssontól az első körben. Quebec Cityben is az első meccsét elbukta, Mirjana Lučić 0–6, 6–1, 6–1-re nyerte az ütközetet. Linzben a selejtezőket sikeresen megvívta, de a 7. kiemelt Ana Ivanović, a későbbi győztes ellen búcsúzni kényszerült. Luxembourgban is elindult, de itt már a selejtezők során vereséget szenvedett, így a főtáblára már nem jutott fel.

### 2011
Az év első két tornáján, Brisbane-ben és Sydney-ben egyaránt a selejtezőkben esett ki. Az Australian Openen legyőzte Mirjana Lučićot 6–4, 6–2-re, majd a második körben kikapott a 10. kiemelt Sahar Peértől 6–3, 6–2-re. Memphisben legyőzte Catherine Harrisont 6–2, 6–2-re, de a második körben kikapott a 6. kiemelt, későbbi döntős Rebecca Marinótól 6–2, 4–6, 6–3-ra. Acapulcóban megverte Patricia Mayr-Achleitnert 6–2, 6–4-re, de ismét a második fordulóban esett ki, ezúttal Laura Pous Tiótól kapott ki.
Az amerikai kemény-pályás tornák sem voltak sikeresebbek, Indian Wellsben és Miamiban is egyaránt az első körben búcsúzott. Marbellán, salakon sem sikerült áttörnie, az első fordulóban a 8. kiemelt Sara Errani verte őt meg. A világ-ranglistán visszacsúszott a 99. helyre, de a Roland Garroson elindulhatott a főtáblán. Az első körben legyőzte Patty Schnydert 6–1, 6–3-ra. A mérkőzés után Schnyder bejelentette visszavonulását a profi tenisztől. A második körben búcsúztatta a 27. kiemelt honfitársát, Alexandra Dulgherút 6–2, 7–5-re, de a harmadik kanyarban a 6. Li Nától, a későbbi bajnoktól kapott ki 6–2, 6–2-re.
A füves szezon kezdetén, Birminghamben megintcsak a második kanyarban késnyszerült búcsúzni, a 4. kiemelt, későbbi döntős Daniela Hantuchová verte őt meg 6–0, 6–3-ra. Eastbourne-ben nem jutott fel a főtáblára. Wimbledonban az első körben kapott ki 6–1, 6–3-ra Pauline Parmentier-től. Båstadban a második körben Vesna Dolontstól kapott ki. Palermóban Andrea Hlaváčková 6–3, 6–2-es búcsúzatása után, ő is kikapott a 6. kiemelt Cvetana Pironkovától szettelőnyből, 2–6, 6–1, 6–1-re.
Carlsbadban vereséget szenvedett a hazai pályán játszó Coco Vandeweghétől 7–5, 6–7(3), 6–3-ra. Dallasban a második kanyarban vesztett, a későbbi döntős Aravane Rezaïtól kapott ki, miután legyőzte a 7. kiemelt Jarmila Gajdošovát. A US Openen az első körben kikapott a 20. kiemelt Yanina Wickmayertől 6–1, 7–5-re. Taskentben az első meccsén legyőzte a 2. kiemelt Bojana Jovanovskit 6–3, 6–1-re, majd a második körben Aleksandra Krunićot is búcsúztatta 6–3, 6–4-re. A negyeddöntőben a 6. kiemelt, Alla Kudrjavcevától kapott ki 7–6(5), 6–4-re. Az év utolsó tornáján, Linzben a selejtező sikeres megvívása után felkerült a főtáblára, ahol az első körben búcsúztatta a hazai pályán játszó Tamira Paszeket 7–5, 6–3-ra. A második kanyarban legyőzte a 4. kiemelt Anasztaszija Pavljucsenkovát 4–6, 6–0, 6–4-re. A negyeddöntőben Lucie Šafářovától szenvedett 7–5, 6–2-es vereséget.

### 2012
A 2012-es évet Cîrstea Aucklandban kezdte, ahol a későbbi döntős és 4. kiemelt Flavia Pennettától kapott ki az első körben 6–4, 7–6(5)-ra. Hobartban az első körben legyőzte Kszenyija Pervakot, a torna 7. kiemeltjét 6–2, 7–6(6)-ra. A második kanyarban 2–6, 6–3, 7–5-ös arányban ejtette ki Bethanie Mattek-Sandsot, majd a harmadikban vereséget szenvedett a 4. kiemelt Angelique Kerbertől, 6–0, 3–6, 7–5-re. Az Ausztrál Openen az első körben óriási meglepetésre legyőzte a 6. kiemeltet, a hazai pályán játszó Samantha Stosurt 7–6(2), 6–3-ra, igaz az ausztrál 3 meccslabdát is hárított. A második körben Urszula Radwańska ellen játszott, és ugyan elvesztette az első szettet 6–1-re, a másodikban 6–2-vel egyenlített, a harmadikat pedig 6–3-ra nyerte meg, így először jutott be az Australian Open 3. körébe. A legjobb 32 között kikapott Sara Erranitól 6–7(6), 6–0, 6–2-re.
A Grand Slam-torna után Pattajában versenyzett, ahol 7. kiemelt volt. Az első körben legyőzte Szema Erikát 6–2, 6–2-re, majd a második körben második japán ellenfelét, Doi Miszakit is búcsúztatta ugyanennyivel. A negyeddöntőben az 1. kiemelt Vera Zvonarjova ellen elvesztette az első szettet 6–2-re, de a másodikban egyenlített 6–4-gyel, és a döntő szettben 2–2-es állásnál Zvonarjova derékbántalmai miatt feladta a meccset. Az elődöntőben a 4. helyen rangsorolt Marija Kirilenkótól kapott ki 2–6, 7–5, 4–6-ra, úgy, hogy Kirilenko a második szettben 5–4-nél a meccsért is adogatott.
Dohában 6–4, 6–1-gyel búcsúztatta Jarmila Gajdošovát, de a masodik kanyarban kikapott a 3. kiemelt Samantha Stosurtól, aki később a döntőig menetelt. Monterreyben 3. kiemelt volt, de szintén a második körben kikapott Babos Tímeától, a későbbi győztestől 4–6, 6–4, 6–2-re. Indian Wellsben is a második kör jelentette a végállomást, ezúttal az 5. kiemelt Agnieszka Radwańska nyerte meg a találkozót 6–2, 6–4-re. Miamiban megtört ez a sorozat, és rögtön az első körben búcsúzott a tornától. Heather Watsontól úgy kapott ki 6–3, 3–6, 7–6(4)-re, hogy Cîrstea a döntő szettben 5–0-s előnyben volt, és kétszer meccslabdája is volt.
Barcelonában, a salakszezon kezdetén, egészen az elődöntőig jutott el, ahol a torna 3. kiemeltje, Dominika Cibulková 6–1, 6–1-re megnyerte a meccset. Estorilban Silvia Soler Espinosától kapott ki az első fordulóban. Madridban, kék salakon, legyőzte a 7. kiemelt Marion Bartolit 6–7(6), 6–4, 6–3-ra, de a második körben Anabel Medina Garrigues bizonyult erősebbnek, és nyerte meg a meccset három szettben. Rómában ismét kiemeltet búcsúztatott az első körben, Jelena Jankovićot, a torna 15. helyen rangsorolt játékosát verte meg 6–3, 4–6, 7–6(4)-es arányban. A második körben könnyen vette az akadályt, és Sofia Arvidssont magabiztosan, két játszmában ejtette ki a versenyből. A harmadik körben a 4. kiemelt Petra Kvitovával játszott, és a cseh meg is nyerte az első szettet 6–2-re, a másodikban viszont Cîrstea összeszedte magát, és eljutott 5–1-ig, ám ezt az előnyt nem tudta megtartani és a 4. kiemelt visszazárkózott, és kiegyenlített. Onnan viszont újra a román játékos volt jobb, és végül a szettet is behúzta 7–5-tel. A harmadik játszmában pedig Kvitová kapta magát össze, és 6–2-re megnyerte a szettet, és ezzel együtt a meccset is. A Roland Garroson nem volt szerencséje a sorsolással, az első körben a 7. kiemelt és címvédő Li Nával kellett játszania. A mérkőzésen a kínai játékos sokkal jobb játékot mutatott, így magabiztosan, 6–2, 6–1-gyel búcsúztatta Cîrsteát.
Birminghamben, első füves pályás mérkőzésén ebben az évben kikapott a világranglistán 208. helyezett Melanie Oudintól, aki később óriási meglepetést okozva a tornát is megnyerte.

## WTA-döntői

### Egyéni

#### Győzelmei (2)
| Összesítés           |                        |                               |
| Grand Slam-torna (0) |                        |                               |
| Tier I (0)           | Premier Mandatory* (0) | WTA 1000 (kötelező)** (0)     |
| Tier II (0)          | Premier Five* (0)      | WTA 1000 (nem kötelező)** (0) |
| Tier III (0)         | Premier* (0)           | WTA 500** (0)                 |
| Tier IV (1)          | International* (0)     | WTA 250** (1)                 |
| Tier V (0)           | Challenger* (0)        |                               |

- * 2009-től megváltozott a tornák rendszere. Challenger tornákat 2012-től rendeznek. Az egymás mellett azonos színnel jelölt tornatípusok között nincs teljes mértékű megfelelés.
- **2021-től megváltozott a tornák kategóriáinak elnevezése.

|   | Dátum                | Torna                   | Borítás | Ellenfél a döntőben | Eredmény a döntőben |
| 1 | 2008. szeptember 29. | Tashkent Open, Taskent  | Kemény  | Sabine Lisicki      | 2-6, 6-4, 7-6(4)    |
| 2 | 2021. április 25.    | Istanbul Cup, Isztambul | Salak   | Elise Mertens       | 6–1, 7–6(3)         |

#### Elvesztett döntői (4)
|    | Dátum                | Torna                                                   | Borítás | Ellenfél a döntőben | Eredmény a döntőben |
| 1  | 2007. április 23.    | Budapest Grand Prix, Budapest                           | Salak   | Gisela Dulko        | 7-6(2), 2-6, 2-6    |
| 2. | 2013. augusztus 11.  | Rogers Cup, Toronto, Kanada                             | Kemény  | Serena Williams     | 2–6, 0–6            |
| 3. | 2019. szeptember 28. | Tashkent Open, Taskent, Üzbegisztán                     | Kemény  | Alison Van Uytvanck | 2–6, 6–4, 4–6       |
| 4. | 2021. május 29.      | Internationaux de Strasbourg, Strasbourg, Franciaország | Salak   | Barbora Krejčíková  | 3–6, 3–6            |

### Páros

#### Győzelmei (6)
| Összesítés           |                        |                               |
| Grand Slam-torna (0) |                        |                               |
| Tier I (0)           | Premier Mandatory* (0) | WTA 1000 (kötelező)** (1)     |
| Tier II (0)          | Premier Five* (0)      | WTA 1000 (nem kötelező)** (0) |
| Tier III (1)         | Premier* (0)           | WTA 500** (0)                 |
| Tier IV (1)          | International* (3)     | WTA 250** (0)                 |
| Tier V (0)           | Challenger* (0)        |                               |

- * 2009-től megváltozott a tornák rendszere. Challenger tornákat 2012-től rendeznek. Az egymás mellett azonos színnel jelölt tornatípusok között nincs teljes mértékű megfelelés.
- **2021-től megváltozott a tornák kategóriáinak elnevezése.

|    | Dátum             | Torna                                            | Borítás    | Partner                     | Ellenfél a döntőben                        | Eredmény a döntőben   |
| 1. | 2008. május 4.    | Grand Prix de SAR La Princesse Lalla Meryem, Fez | Salak      | Anasztaszija Pavljucsenkova | Alisza Klejbanova Jekatyerina Makarova     | 6–2, 6–2              |
| 2. | 2008. október 26. | Fortis Championships Luxembourg, Luxembourg      | Kemény (f) | Marina Eraković             | Vera Dusevina Marija Koritceva             | 2–6, 6–3, [10–8]      |
| 3. | 2010. május 9.    | Estoril Open, Estoril                            | Salak      | Anabel Medina Garrigues     | Vitalija Gyjacsenko Aurélie Védy           | 6–1, 7–5              |
| 4. | 2011. aug. 28.    | Texas Tennis Open, Dallas                        | Kemény     | Alberta Brianti             | Alizé Cornet Pauline Parmentier            | 7–5, 6–3              |
| 5. | 2019. április 14. | Ladies Open Lugano, Lugano                       | Salak      | Andreea Mitu                | Veronyika Kugyermetova Galina Voszkobojeva | 1–6, 6–2, [10–8]      |
| 6. | 2024. május 4.    | Madrid Open, Madrid                              | Salak      | Anna Kalinszkaja            | Veronyika Kugyermetova Elise Mertens       | 6–7(10), 6–2, [12–10] |

#### Elvesztett döntői (5)
|    | Dátum               | Torna                                            | Borítás | Partner                 | Ellenfél a döntőben                     | Eredmény a döntőben |
| 1. | 2008. augusztus 23. | Pilot Pen Tennis, New Haven                      | Kemény  | Monica Niculescu        | Květa Peschke Lisa Raymond              | 6–4, 5–7, [7–10]    |
| 2. | 2009. április 19.   | Barcelona Ladies Open, Barcelona                 | Salak   | Andreja Klepač          | N. Llagostera Vives MJ Martínez Sánchez | 6–3, 2–6, [8–10]    |
| 3. | 2009. május 3.      | Grand Prix de SAR La Princesse Lalla Meryem, Fez | Salak   | Marija Kirilenko        | Alisza Klejbanova Jekatyerina Makarova  | 3–6, 6–2, [8–10]    |
| 4. | 2010. július 11.    | GDF SUEZ Grand Prix, Budapest                    | Salak   | Anabel Medina Garrigues | Bacsinszky Tímea Tathiana Garbin        | 3–6, 3–6            |
| 5. | 2014. október 12.   | Tianjin Open, Tiencsin, Kína                     | Kemény  | Andreja Klepač          | Alla Kudrjavceva Anastasia Rodionova    | 7–6(6), 2–6, [8–10] |

## WTA 125K döntői

### Egyéni

#### Győzelmei (1)
|    | Dátum          | Torna                | Borítás | Ellenfél a döntőben | Eredmény a döntőben |
| 1. | 2023. május 7. | Catalonia Open, Reus | Salak   | Elizabeth Mandlik   | 6–1, 4–6, 7–6(1)    |

### ITF döntői

#### Egyéni: 16 (9–7)
| $100,000 torna |
| $75,000 torna  |
| $50,000 torna  |
| $25,000 torna  |
| $10,000 torna  |

| Eredmény | No. | Dátum                | Torna                          | Borítás    | Ellenfél               | Eredmény         |
| -------- | --- | -------------------- | ------------------------------ | ---------- | ---------------------- | ---------------- |
| Győztes  | 1.  | 2005. október 30.    | Porto Santo, Portugália        | Kemény     | Pauline Wong           | 6–2, 7–6(3)      |
| Győztes  | 2.  | 2006. február 19.    | Albufeira, Portugália          | Kemény     | Chayenne Ewijk         | 6–0, 7–5         |
| Döntős   | 1.  | 2006. május 7.       | Bukarest, Románia              | Salak      | Raluca Olaru           | 6–1, 4–6, 1–6    |
| Győztes  | 3.  | 2006. május 14.      | Bukarest, Románia              | Salak      | Simona Matei           | 6–2, 2–6, 7–5    |
| Győztes  | 4.  | 2007. július 31.     | Bukarest, Románia              | Salak      | Alexandra Dulgheru     | 6–4, 6–3         |
| Döntős   | 2.  | 2007. november 11.   | Minszk, Fehéroroszország       | Kemény (f) | Jevgenyija Rogyina     | 1–6, 1–6         |
| Döntős   | 3.  | 2008. május 11.      | Bukarest, Románia              | Salak      | Petra Cetkovská        | 6–7 (5), 6–7(3)  |
| Döntős   | 4.  | 2008. július 6.      | Cuneo, Olaszország             | Salak      | Tathiana Garbin        | 3–6, 1–6         |
| Döntős   | 5.  | 2008. szeptember 14. | Athén, Görögország             | Salak      | Lourdes Domínguez Lino | 4–6, 4–6         |
| Döntős   | 6.  | 2010. október 3.     | Las Vegas, Egyesült Államok    | Kemény     | Varvara Lepchenko      | 2–6, 0–6         |
| Győztes  | 5.  | 2011. május 8.       | Cagnes-sur-Mer, Franciaország  | Salak      | Pauline Parmentier     | 6–7(5), 6–2, 6–2 |
| Győztes  | 6.  | 2011. szeptember 25. | Saint-Malo, Franciaország      | Salak      | Sílvia Soler Espinosa  | 6–2, 6–2         |
| Győztes  | 7.  | 2011. október 23.    | Limoges, France                | Kemény (f) | Sofia Arvidsson        | 6–2, 6–2         |
| Döntős   | 7.  | 2016. január 24.     | Guarujá, Brazília              | Kemény     | Montserrat González    | 6–1, 6–7(5), 2–6 |
| Győztes  | 8.  | 2016. január 31.     | Bertioga, Brazília             | Kemény     | Catalina Pella         | 6–1, 6–7(4), 6–3 |
| Győztes  | 9.  | 2020. december 13.   | Dubaj, Egyesült Arab Emírségek | Kemény     | Kateřina Siniaková     | 4–6, 6–3, 6–3    |

#### Páros: 16 (9–7)
| Eredmény | No. | Dátum                | Torna                     | Borítás    | Partner               | Ellenfél                             | Eredmény         |
| -------- | --- | -------------------- | ------------------------- | ---------- | --------------------- | ------------------------------------ | ---------------- |
| Győztes  | 1.  | 2004. augusztus 29.  | Temesvár, Románia         | Salak      | Gabriela Niculescu    | Lenore Lazaroiu Ioana Raluca Olaru   | 6–1, 2–6, 6–2    |
| Győztes  | 2.  | 2004. szeptember 5.  | Arad, Románia             | Salak      | Gabriela Niculescu    | Yevgenia Savransky Sandra Záhlavová  | 6–2, 6–2         |
| Döntős   | 1.  | 2005. augusztus 7.   | Bukarest                  | Salak      | Bianca Ioana Bonifate | Corina Corduneanu Ioana Raluca Olaru | 1–6, 1–6         |
| Győztes  | 3.  | 2005. október 16.    | Porto Santo, Portugália   | Kemény     | Alexandra Orăşanu     | Diana Eriksson Nadja Roma            | 5–7, 7–5, 6–4    |
| Győztes  | 4.  | 2005. október 23.    | Porto Santo, Portugália   | Kemény     | Alexandra Orăşanu     | Hannah Kuervers Imke Kusgen          | 6–7(2), 6–4, 6–0 |
| Döntős   | 2.  | 2006. február 19.    | Albufeira, Portugália     | Kemény     | Polona Reberšak       | Émilie Bacquet Chayenne Ewijk        | 4–6, 4–6         |
| Győztes  | 5.  | 2006. május 7.       | Bukarest, Románia         | Salak      | Gabriela Niculescu    | Simona Matei Ioana Raluca Olaru      | 6–4, 0–6, 7–6(7) |
| Döntős   | 3.  | 2006. május 12.      | Bukarest, Románia         | Salak      | Diana Enache          | Gabriela Niculescu Monica Niculescu  | 3–6, 0–6         |
| Győztes  | 6.  | 2006. szeptember 24. | Madrid, Spanyolország     | Kemény     | Katie O’Brien         | Gaëlle Widmer Céline Cattaneo        | 6–4, 6–4         |
| Döntős   | 4.  | 2006. október 29.    | Isztambul, Törökország    | Kemény (f) | Katie O’Brien         | Mervana Jugić-Salkić İpek Şenoğlu    | játék nélkül     |
| Döntős   | 5.  | 2006. október 29.    | Stockholm, Svédország     | Kemény (f) | Melanie South         | Danica Krstajić Olga Panova          | 2–6, 6–0, 2–6    |
| Győztes  | 7.  | 2007. március 17.    | Las Palmas, Spanyolország | Kemény     | Mădălina Gojnea       | Claire Curran Melanie South          | 4–6, 7–6(5), 6–4 |
| Győztes  | 8.  | 2007. augusztus 3.   | Bukarest, Románia         | Salak      | Szatmári Ágnes        | Mihaela Buzărnescu Monica Niculescu  | játék nélkül     |
| Döntős   | 6.  | 2008. május 11.      | Bukarest, Románia         | Salak      | Szatmári Ágnes        | Petra Cetkovská Hana Sromová         | 4–6, 5–7         |
| Győztes  | 9.  | 2008. szeptember 8.  | Athén, Görögország        | Salak      | Galina Voszkobojeva   | Kristina Barrois Julia Schruff       | 6–2, 6–4         |
| Döntős   | 7.  | 2010. június 29.     | Cuneo, Olaszország        | Salak      | Andreja Klepač        | Eva Birnerová Lucie Hradecká         | 3–6, 6–4, [10–8] |

## Eredményei Grand Slam-tornákon

### Egyéni
| Grand Slam | Australian Open | Australian Open   | Roland Garros  | Roland Garros        | Wimbledon      | Wimbledon          | US Open        | US Open              |
| Év         | Eredmény        | Utolsó ellenfél   | Eredmény       | Utolsó ellenfél      | Eredmény       | Utolsó ellenfél    | Eredmény       | Utolsó ellenfél      |
| 2007       | −               | −                 | −              | −                    | Selejtező (Q2) | Selejtező (Q2)     | Selejtező (Q1) | Selejtező (Q1)       |
| 2008       | 1. kör          | Ana Ivanović      | 2. kör         | Viktorija Azaranka   | 2. kör         | Viktorija Azaranka | 2. kör         | Szvetlana Kuznyecova |
| 2009       | 1. kör          | Czink Melinda     | Negyeddöntő    | Samantha Stosur      | 3. kör         | Viktorija Azaranka | 3. kör         | Caroline Wozniacki   |
| 2010       | 2. kör          | Alisza Klejbanova | 1. kör         | Szvetlana Kuznyecova | 1. kör         | Petra Kvitová      | 1. kör         | Sofia Arvidsson      |
| 2011       | 2. kör          | Sahar Peér        | 3. kör         | Li Na                | 1. kör         | Pauline Parmentier | 1. kör         | Yanina Wickmayer     |
| 2012       | 3. kör          | Sara Errani       | 1. kör         | Li Na                | 3. kör         | Marija Kirilenko   | 2. kör         | Ana Tatisvili        |
| 2013       | 3. kör          | Li Na             | 3. kör         | Serena Williams      | 2. kör         | Camila Giorgi      | 2. kör         | Nara Kurumi          |
| 2014       | 1. kör          | Marina Eraković   | 3. kör         | Jelena Janković      | 1. kör         | Victoria Duval     | 2. kör         | Eugenie Bouchard     |
| 2015       | 1. kör          | A Panova          | Selejtező (Q3) | Selejtező (Q3)       | Selejtező (Q2) | Selejtező (Q2)     | Selejtező (Q3) | Selejtező (Q3)       |
| 2016       | −               | −                 | 1. kör         | E Szvitolina         | 1. kör         | Petra Kvitová      | 1. kör         | Ana Bogdan           |
| 2017       | 4. kör          | Garbiñe Muguruza  | 2. kör         | C Suárez Navarro     | 3. kör         | Garbiñe Muguruza   | 2. kör         | Jeļena Ostapenko     |
| 2018       | 2. kör          | Lucie Šafářová    | 1. kör         | Daria Gavrilova      | 2. kör         | Jevgenyija Rogyina | 2. kör         | Marija Sarapova      |
| 2019       | 1. kör          | Rebecca Peterson  | 2. kör         | Aliona Bolsova       | 1. kör         | Amanda Anisimova   | 3. kör         | Taylor Townsend      |
| 2020       | 2. kör          | Cori Gauff        | 1. kör         | Jelena Ribakina      | elmaradt       | elmaradt           | 3. kör         | Karolína Muchová     |
| 2021       | 3. kör          | M Vondroušová     | 4. kör         | Tamara Zidanšek      | 3. kör         | Emma Raducanu      | 2. kör         | Shelby Rogers        |
| 2022       | 4. kör          | Iga Świątek       | 2. kör         | Sloane Stephens      | 2. kör         | Tatjana Maria      | 2. kör         | Belinda Bencic       |
| 2023       | 1. kör          | Julija Putyinceva | 1. kör         | Jasmine Paolini      | 3. kör         | B Haddad Maia      | Negyeddöntő    | Karolína Muchová     |
| 2024       | 1. kör          | Vang Ja-fan       | 1. kör         | Anna Blinkova        | 1. kör         | Sonay Kartal       | –              | –                    |
| 2025       | 1. kör          | Elina Szvitolina  | –              | –                    | 1. kör         | Hailey Baptiste    |                |                      |

### Párosban
| Grand Slam | Australian Open         | Australian Open                    | Roland Garros             | Roland Garros                      | Wimbledon                    | Wimbledon                       | US Open                   | US Open                              |
| Év         | Eredmény Partner        | Utolsó ellenfél                    | Eredmény Partner          | Utolsó ellenfél                    | Eredmény Partner             | Utolsó ellenfél                 | Eredmény Partner          | Utolsó ellenfél                      |
| 2008       | −                       | −                                  | 3. kör Aravane Rezaï      | Ashley Harkleroad G Voszkobojeva   | 2. kör Monica Niculescu      | Květa Peschke Rennae Stubbs     | 2. kör Monica Niculescu   | Klaudia Jans Alicja Rosolska         |
| 2009       | 2. kör Monica Niculescu | Nathalie Dechy Mara Santangelo     | 1. kör Caroline Wozniacki | Marija Kirilenko Flavia Pennetta   | 2. kör Caroline Wozniacki    | M Koritceva T Pucsak            | 3. kör Caroline Wozniacki | Serena Williams Venus Williams       |
| 2010       | 1. kör A Pavljucsenkova | M Kirilenko Agnieszka Radwańska    | 1. kör Virginie Razzano   | V Havarcova A Kudrjavceva          | −                            | −                               | 2. kör Lucie Šafářová     | Gisela Dulko Flavia Pennetta         |
| 2011       | 2. kör Lucie Šafářová   | Cara Black A Rodionova             | 1. kör Morita Ajumi       | A Kudrjavceva Jasmin Wöhr          | 3. kör Morita Ajumi          | Sabine Lisicki Samantha Stosur  | 2. kör Morita Ajumi       | MJ Martínez Sánchez Medina Garrigues |
| 2012       | 1. kör Lucie Šafářová   | Natalie Grandin Vladimíra Uhlířová | 1. kör Morita Ajumi       | Flavia Pennetta F Schiavone        | 1. kör Morita Ajumi          | Casey Dellacqua Samantha Stosur | 1. kör Alberta Brianti    | B Mattek-Sands Szánija Mirza         |
| 2013       | 1. kör Tamira Paszek    | Varvara Lepchenko Cseng Szaj-szaj  | 2. kör Morita Ajumi       | Andrea Hlaváčková Lucie Hradecká   | 1. kör Morita Ajumi          | Kirsten Flipkens M Rybáriková   | 1. kör Yanina Wickmayer   | Ashleigh Barty Casey Dellacqua       |
| 2014       | 1. kör I-C Begu         | Monica Niculescu K Zakopalová      | 1. kör M Kirilenko        | Kaia Kanepi A Panova               | −                            | −                               | 2. kör Pauline Parmentier | A Kudrjavceva A Rodionova            |
| 2015       | −                       | −                                  | −                         | −                                  | −                            | −                               | −                         | −                                    |
| 2016       | −                       | −                                  | −                         | −                                  | −                            | −                               | −                         | −                                    |
| 2017       | 1. kör Carina Witthöft  | Babos Tímea A Pavljucsenkova       | 1. kör Donna Vekić        | Andreja Klepač MJ Martínez Sánchez | −                            | −                               | 3. kör S Sorribes Tormo   | Szánija Mirza Peng Suaj              |
| 2018       | 3. kör B Haddad Maia    | Lucie Šafářová Barbora Strýcová    | 3. kör S Sorribes Tormo   | Csan Hao-csing Jang Csao-hszüan    | 1. kör S Sorribes Tormo      | Elise Mertens Demi Schuurs      | 1. kör S Sorribes Tormo   | Ljudmila Kicsenok Laura Siegemund    |
| 2019       | 2. kör Jeļena Ostapenko | Andreja Klepač MJ Martínez Sánchez | –                         | –                                  | 2. kör Galina Voszkobojeva   | Alizé Cornet Petra Martić       |                           |                                      |
| 2020–2023  | –                       | –                                  | –                         | –                                  | –                            | –                               | –                         | –                                    |
| 2024       | 1. kör Donna Vekić      | Demi Schuurs Luisa Stefani         | –                         | –                                  | –                            | –                               | –                         | –                                    |
| 2025       | –                       | –                                  | –                         | –                                  | Negyeddöntő Anna Kalinszkaja | Hszie Su-vej Jeļena Ostapenko   |                           |                                      |

## Év végi világranglista-helyezései
| Év     | 2004 | 2005 | 2006 | 2007 | 2008 | 2009 | 2010 | 2011 | 2012 | 2013 | 2014 | 2015 | 2016 | 2017 | 2018 | 2019 | 2020 | 2021 | 2022 | 2023  | 2024  |
| Egyéni | 893. | 711. | 348. | 106. | 37.  | 46.  | 95.  | 60.  | 27.  | 22.  | 93.  | 244. | 81.  | 37.  | 86.  | 72.  | 86.  | 38.  | 38.  | 26.   | 70.   |
| Páros  | 659. | 639. | 292. | 200. | 46.  | 50.  | 87.  | 69.  | 226. | 316. | 136. | 472. | –    | 254. | 95.  | 144. | 207. | –    | 532. | 1357. | 1191. |